# Gauruncus
Gauruncus is een geslacht van vlinders van de familie bladrollers (Tortricidae).

## Soorten
- G. gampsognathos Razowski, 1988
- G. gelastes Razowski, 1988